# Mircea Nicolau
Mircea Nicolau (19 noiembrie 1932 — 23 ianuarie 2023) a fost un scenograf și pictor român.

## Motto
„Să te exprimi prin culoare, lumină, umbră. Nimic nu este mai minunat!” - Mircea Nicolau.

## Biografie
Mircea Nicolau a fost un scenograf, pictor și grafician din România, născut la Brăila în anul 1932.
Copilăria și adolescența și le-a petrecut la București unde mai apoi a studiat pictura si scenografia sub conducerea  profesorilor Mircea Marosin și Dan Nemțeanu.
În perioada 1964 - 1987 semnează scenografia a peste 121 de spectacole de teatru, operă, muzical, teatru de animatie si Televiziune, în diferite tări cum ar fi: România, Suedia, Syria, Bulgaria si Germania.

Este Membru deplin al UAP – Uniunea Artiștilor Plastici din România – si al BBK – Uniunea Artiștilor Plastici - din Germania, obtinand in aceasta perioada numeroase premii la diferite festivaluri nationale și internationale de teatru, printre care:

1982 – Premiul pentru scenografie – Festivalul internațional P.I.F Zagreb.

1983 – Premiul A.T.M. pentru scenografie - București.

1985 – Premiul pentru scenografie – Ion Creangă - Bacău.

1993 – Premiul pentru scenografie – Festivalul internațional Klangenfurt.

1994 – Premiul pentru scenografie – Festivalul internațional Kraguevac.

A avut numeroase expoziții personale, bienale si triennale de scenografie si pictură in diferite tări.

Din 1987  se stabileste in Germania unde se dedică  exclusiv  picturii.
Multe lucrări ale artistului se află in muzee cum ar fi:  Muzeul de Artă Vizuală Galati, Muzeul de Artă Constanța si în colectii private din: Germania, România, Spania, Franta, Suedia, Olanda, Belgia, SUA și Africa de Sud.
În 2007, la București, a primit Premiul de excelență UNIMA - pentru întreaga activitate.

## Aprecieri
Nu este de mirare că un om de teatru acceptă varianta drumurilor bătătorite. Domnilor si doamnelor … este vorba de teatru. Mircea Nicoalu este un om de teatru. Pensula pentru el este aceea baghetă magică care dă startul unui spectacol. El se joacă in culori, in imagini, in povești. Este o dualitate între scenă si scenă ce de fapt este o panză. Ganditi o pânză semnată Mircea Nicolau ca o scenă.

Cam asa ar putea fi catalogat Mircea Nicolau. Un scenograf care și-a căutat o menire si in tarâmul picturii. Este greu după atâtea succese in arta spectacolului sa te afișezi cu propria gândire plastică pe simeze. Este fantastică lumea lui Mircea Nicolau. Este o lume a intrebărilor, in primul rând este o lume a culorii si a tehnicii. Nu in ultimul rând este o lume a minții.
Dan Basarab Nanu (Dir. Muzeul de Arta Vizuala Galati )
Prima impresie legată de picturile lui Mircea Nicolau este una cosmogonică, neașteptată. Ne aflăm in fața unui univers abia creat care se dezvoltă, explodează sau este capabil să dispară ușor, transformându-se în structuri organizate sau deranjându-și haotic formele, într-un schimb fascinant.
E un fel de balet științifico-fantastic, o arhitectură cu dimensiuni onirice in care podurile sânt raze cosmice.
Porțile opresc traiectoria planetelor, stelele construiesc turnul Babel, iar tărmurile mării se transformă in câmpuri de lumină.
Dacă termenul “intergalactic” n-ar fi folosit prea des, aș spune că picturile lui Mircea Nicolau deschid un drum necunoscut, o cale intergalactică, secretă printre spațiile cunoscute pină acum, doar teoretic.
Profesor Dan Nemteanu - Iowa University (SUA)
Pictura lui Mircea Nicolau este un univers infinit in care evoluează forme rafinate si armonioase, neliniști si senzații, ginduri despre geneză, viată, moarte si echilibru cosmic.
Deși in lumea artistica germană este considerat ca un suprarealist, el își urmează impulsurile fară a ceda diverselor mode si fară a se integra unui curent.
Români în știința si cultura occidentală (Academia Româno-Americană de Științe și Arte 1996)

## Expoziții
Mircea Nicolau a expus in marile galerii și saloane internaționale din țări cum ar fi: Germania, Franța, Belgia, Japonia, Spania, Luxemburg, România, etc...

1987 - Bucharest. Retrospective M. Nicolau

1990 - Paris. Salon des Indépendants - Grand Palais

1991 - Paris. Salon des Indépendants - Grand Palais

1992 - Deauville. Fédération Nationale de la Culture Française - International exhibions

1992 - Braunschweig. Rom-Art Gallery - One Man exhibition

1993 - Osaka. Graphic Festival "OSAKA 93"

1993 - Paris. Salon d’Automne - Grand Palais

1994 - Paris. Salon d’Automne - Espace Tour Eiffel

1994 - Paris. Salon Figuration Critique

1995 - Braunschweig Rom-Art Gallery
 
1996 - Wuppertal. Annual exhibition

1998 - Dortmund. One Man Exhibition

1999 - Luxembourg. VI-eme Salon de Peinture et Sculpture

2000 - Altea. Spanien Gallery Artea

2000 - Braunschweig Rom-Art Gallery - International exhibition

2002 - Wuppertal Von der Heydt Museum - Barmer Biennale

2002 - Wuppertal Backstubengalerie - One Man Exhibition

2002 - Gent. LINEART - International Art Fair

2002 - Liége. Gallery Michel Hanon

2003 - Valencia. Gallery Maika Sanchez

2004 - Liège . Maxal Gallery 

2005 - Bucharest. Caminul Artei Gallery

2006 - Amersfoort. “ 1687 “ Marike D.Dienar Gallery

2007 - The UNIMA Excellence Award for the entire activity

2007 - Bucharest. Apollo Gallery. " 12 Romanian Paintres from Europe."

2008 - Bucharest. Ana Gallery. One Man Exhibition

2008 - Paris. Fundation Taylor. Retrospective of the Romanian Painting

2010 - Düsseldorf. Benrath Palace. One Man Exhibition

2010 - Galati. Visual Art Museum Galati-Romanian. Retrospective Mircea Nicolau

2010 - Rumanian - Ploiesti. " Art Museum Prahova " Retrospective Mircea Nicolau

2011 - Constanta-Romania - Art Museum - Retrospective Exhibition M. Nicolau

2011 - Bucharest - Ana Gallery - Water color - One man exhibition

2011 - Bucharest - City Museum - One man exhibition

2012 - Paris - Cyté Internationale des Arts - Salon de Peinture Roumanie Contemporaine

2013 - Schwelm - One man exhibition HAUS MARTFELD